# Сан-Фелипе-дель-Прогресо
Сан-Фелипе-дель-Прогресо (исп. San Felipe del Progreso)  —   муниципалитет в Мексике, входит в штат Мехико. Население — 100 201 человек.

## История
Город основан в 1826 году.